# The Sea Within
The Sea Within é um supergrupo de rock internacional fundado em 2017, formado pelo guitarrista, cantor e compositor Roine Stolt, o baixista Jonas Reingold e o guitarrista Daniel Gildenlöw (todos da Suécia), o baterista alemão Marco Minnemann e o tecladista americano Tom Brislin. Seu álbum de estreia, autointitulado, foi lançado em 22 de junho de 2018.

## História
A formação da banda foi anunciada em dezembro de 2017. Roine diz que a gravadora alemã Inside Out Music foi a primeira a sugerir a criação de uma nova banda com compositores fortes. Na época do anúncio, seu álbum de estreia estava quase pronto. O grupo se reuniu no norte de Londres para gravar no Livingston Studios, o que marcou a primeira vez que os cinco estiveram juntos no mesmo ambiente. Roine percebeu que tal risco afetaria a música, mas a experiência se tornou bem-sucedida e produtiva depois de quase duas horas de música desenvolvida coletivamente e gravada. Roine disse que o som do grupo inclui elementos de rock progressivo e art rock combinados com música pop e cinematográfica.
O álbum de estreia autointitulado deles, com participações especiais do tecladista Jordan Rudess, dos cantores Jon Anderson e Casey McPherson e do saxofonista Rob Townsend, foi lançado em 22 de junho de 2018. O lançamento foi seguido por seu primeiro show ao vivo no festival Night of the Prog XIII em Lorelei, na Alemanha, em 14 de julho de 2018 bem como dois shows no festival Cruise to the Edge de 2019.

## Integrantes

### Atuais
- Roine Stolt – guitarra, vocais, teclados
- Jonas Reingold – baixo
- Marco Minnemann – bateria, percussão, vocais, guitarra
- Tom Brislin – teclados, vocais
- Daniel Gildenlöw – vocais, guitarra

### Convidados
- Casey McPherson – vocais, guitarra[6]
- Jordan Rudess - teclados, piano[7]

## Discografia
| Título         | Ano  | Maior colocação | Maior colocação | Maior colocação | Maior colocação | Maior colocação | Maior colocação | Maior colocação | Maior colocação | Maior colocação  |
| Título         | Ano  | Alemanha        | US Heat         | BEL (Vl)        | BEL (O)         | FRA             | DNL             | OCS             | SWI             | Reino Unido Rock |
| -------------- | ---- | --------------- | --------------- | --------------- | --------------- | --------------- | --------------- | --------------- | --------------- | ---------------- |
| The Sea Within | 2018 | 23              | 24              | 174             | 144             | 138             | 74              | 63              | 32              | 7                |